# گوستو
گوستو (به انگلیسی: Gusto, Inc.) یک شرکت ارائه‌دهنده نرم‌افزار برای مدیریت حقوق و دستمزد، مزایا و منابع انسانی برای کسب‌وکارها مستقر در ایالات متحده است. گوستو پرداخت‌ها به کارکنان و پیمانکاران را مدیریت می‌کند و همچنین کاغذبازی‌های لازم برای کمک به شرکت‌های مشتری در مطابقت با قوانین مالیاتی، کارگری و مهاجرتی را انجام می‌دهد.

## تاریخچه
گوستو بخشی از دسته زمستانهٔ ۲۰۱۲ وای کامبینیتر بود. این سرویس به‌طور رسمی در ۱۱ دسامبر ۲۰۱۲ در کالیفرنیا توسط جاشوا ریوز، تومر لندن و ادوارد کیم راه‌اندازی شد.
در ۱۲ ژوئن ۲۰۱۳، گوستو اعلام کرد که از پرداخت به کارگران قراردادی و اطمینان از انطباق با مالیات (از طریق ثبت فرم‌های مرتبط مانند فرم ۱۰۹۹ و دیگر اسناد) پشتیبانی می‌کند. برخی نویسندگان فناوری این امر را به عنوان مزیتی نسبت به رقبایی مانند ای‌دی‌پی و پیچکس می‌دانستند که نرم‌افزار مدیریت حقوق و دستمزد آن‌ها انعطاف‌پذیری لازم را برای پذیرش کارگران قراردادی ندارد. این شرکت همچنین برنامه‌هایی برای راه‌اندازی خدمات در فلوریدا، تگزاس و ایالت نیویورک اعلان کرد.
در اوت ۲۰۱۳، گوستو اعلام کرد که پرداخت‌های سالیانه با ارزش بیش از ۱۰۰ میلیون دلار را پردازش کرده و در ایالت‌های فلوریدا، تگزاس و واشینگتن شروع به فعالیت کرده است. در سپتامبر ۲۰۱۴، گوستو راه‌اندازی رابط برنامه‌نویسی کاربردی (API) خود و همکاری با بیش از دوازده شرکت خدماتی دفتر پشتیبانی کسب‌وکارهای کوچک و متوسط (SMB) را اعلام کرد. در دسامبر ۲۰۱۴، گوستو اعلام کرد که به شرکت‌ها امکان مطابقت با کمک‌های خیریه کارکنان را می‌دهد.
در ژوئیه ۲۰۱۵، گوستو اعلام کرد که کسب‌وکار خود را گسترش داده و دفتر جدیدی در دنور، کلرادو افتتاح کرده است. در سپتامبر ۲۰۱۵، اعلام شد که ZenPayroll نام خود را به گوستو تغییر داده و تمرکز خود را برای ادغام مزایای بهداشتی و جبران خسارت کارگران در نرم‌افزار پرداخت حقوق تغییر داده است. در سال ۲۰۱۶، این شرکت کمپین تبلیغاتی را با حضور کریستین شال به عنوان نماینده منابع انسانی گوستو راه‌اندازی کرد.
در سال ۲۰۱۹، گوستو اعلام کرد که دفتر سوم خود را در شهر نیویورک افتتاح کرده است.